# Обштайг
Обштайг (нім. Obsteig) —  громада округу Імст у землі Тіроль, Австрія.
Обштайг лежить на висоті  991 м над рівнем моря і займає площу  34,66 км². Громада налічує 1189 мешканців. 
Густота населення 34/км².  
|                                  |
| Обштайг на мапі округу та землі. |

 Адреса управління громади: Oberstrass 218, 6416 Obsteig. 

## Демографія
Історична динаміка населення міста за даними сайту Statistik Austria

## Виноски
1. ↑  Dauersiedlungsraum der Gemeinden Politischen Bezirke und Bundesländer - Gebietsstand 1.1.2018 — Статистичне управління Австрії.
2. ↑  https://www.statistik.at/blickgem/blick1/g70213.pdf
3. ↑  www.obsteig.at. Архів оригіналу за 23 квітня 2012. Процитовано 20 березня 2022.
4. ↑  Gemeindedaten von Obsteig. Архів оригіналу за 19 січня 2016. Процитовано 21 липня 2013.

| Австрія | Це незавершена стаття з географії Австрії. Ви можете допомогти проєкту, виправивши або дописавши її. |